# Sunae-dong
Sunae-dong (koreanska: 수내동) är en stadsdel i staden Seongnam i provinsen Gyeonggi, i den nordvästra delen av Sydkorea, 24 km sydost om huvudstaden Seoul. Den ligger i stadsdistriktet Bundang-gu.

## Indelning
Administrativt är Sunae-dong indelat i:
| Namn    | Namn              | Yta km² | Invånare 31 dec 2020 |
| ------- | ----------------- | ------- | -------------------- |
| 수내1동 | Sunae 1(il)-dong  | 1,03    | 18 291               |
| 수내2동 | Sunae 2(i)-dong   | 0,81    | 10 698               |
| 수내3동 | Sunae 3(sam)-dong | 1,05    | 14 070               |